# Cantó de Pèirafòrt
El cantó de Pèirafòrt és un cantó francès del departament del Cantal, situat al districte de Sant Flor. Té 11 municipis i el cap és Pèirafòrt.

## Municipis
- Breson
- Cézens
- Gourdièges
- Lacapelle-Barrès
- Malbo
- Narnhac
- Oradour
- Paulhenc
- Pèirafòrt
- Sainte-Marie
- Saint-Martin-sous-Vigouroux

## Història
| Data d'elecció                           | Identitat      | Partit | Qualitat |
| ---------------------------------------- | -------------- | ------ | -------- |
| 1958-19..                                | M. Besse       | CNIP   |          |
| 19..-1988                                | Georges Perrot | RPR    |          |
| 1988-                                    | Louis Galtier  | UMP    |          |
| les dades anteriors no són pas conegudes |                |        |          |
|                                          |                |        |          |

## Demografia
| 1962  | 1968  | 1975  | 1982  | 1990  | 1999  | 2007  |
| ----- | ----- | ----- | ----- | ----- | ----- | ----- |
| 7.068 | 7.535 | 6.998 | 6.460 | 5.875 | 5.186 | 4.829 |